# Dragutin Zelenović
Dragutin Zelenović (Sirig, 19. maj 1928 − Novi Sad, 27. april 2020) bio je srpski i jugoslovenski univerzitetski profesor, političar i akademik. Zelenović je bio redovni profesor na Fakultetu tehničkih nauka Univerziteta u Novom Sadu, rektor Univerziteta u Novom Sadu i dopisni član SANU na odeljenju tehničkih nauka. Zelenović je bio dekan Fakulteta tehničkih nauka u Novom Sadu i rektor Univerziteta u Novom Sadu.

## Biografija
Rođen 19. maja 1928. godine u Sirigu, kraj Novog Sada. Osnovnu školu je završio u Sirigu, a nižu gimnaziju u Novom Sadu i Žablju. Za vreme rata nije pohađao školu. Otac mu je bio zaslužni srpski borac u Prvom svetskom ratu, solunski dobrovoljac, doseljen iz Hercegovine u Bačku nakon Prvog svetskog rata, 1921. godine. Majka Jovana (rođ. Mandić) rodila je i podigla šestoro dece.
Kao trinaestogodišnji dečak je preživeo strašni zločin mađarske vojske u Sirigu, aprila 1941. Nakon toga, deo porodice je izbegao iz Siriga u Hercegovinu. Oca Milana su ubile ustaše i bacile u jamu. Brat Danilo je bio komunista, ubijen tokom Drugog svetskog rata u okolini Aranđelovca u 24. godini; sestra Danica je poginula u 22. godini kao partizanka u borbi kod Kupresa, sestra Desanka je poginula u 15. godini kao žrtva italijanskog bombardovanja. Osmočlana porodica je iz Drugog svetskog rata izašla prepolovljena: majka Jovana i tri sina su preživeli.
Po povratku kući u Bačku, Dragutin je završio ratom prekinuto osnovno obrazovanje. U periodu od 1946. do 1949. godine završio je srednju tehničku školu industrijskog smera u Novom Sadu. Godine 1949/50. završio je Vojnu vazduhoplovnu školu tehničkog smera u Rajlovcu kod Sarajeva.
Mašinski fakultet Univerziteta u Beogradu je završio 1957. godine, sa prosečnom ocenom 8,84. Magistarsku tezu pod naslovom Izbor optimalne varijante tehnološkog procesa odbranio je 1972. godine. Doktorsku disertaciju pod naslovom Istraživanje uticaja uvođenja tehnoloških struktura određenog stepena složenosti na ponašanje radnih i izlaznih karakteristika proizvodnih sistema u vremenu odbranio je na Mašinskom fakultetu Univerziteta u Novom Sadu, 9. januara 1975. godine.
Stručno se usavršavao na narednim univerzitetima i institutima: Oregon State University, Corvallis, Oregon, САД, Svenska Metalwerken AB, Vasteras, Шведска, Styria - Gusstahlwerke, Judenburg, Аустрија, RWTH Aachen University,Aachen, Немачка, H. Lindner WMF, Berlin, Немачка, ASEA, Karlstad, Шведска, SKF, Шведска и Research Institut voor Bedrijtsweten - Shappen, Delft, Холандија.
U vremenu od 1957. do 1965. godine radio je u fabrici alata „Jugoalat” u Novom Sadu, na različitim inženjerskim poslovima, najvećim delom u području projektovanja tehnoloških struktura i upravljanja procesima rada. Od 1965. godine do 1966. godine radio je u Zavodu za alatne mašine i alate u Novom Sadu. Oktobra 1966. godine izabran je za predavača na Mašinskom fakultetu Univerziteta u Novom Sadu, za predmet Proizvodni sistemi. Jula 1971. godine izabran je za vanrednog profesora Mašinskog fakulteta Univerziteta u Novom Sadu. Krajem 1976. godine izabran je za redovnog profesora Fakulteta tehničkih nauka Univerziteta u Novom Sadu za navedeni predmet.
Držao je predavanja na poslediplomskim studijama na Tehničkoj vojnoj akademiji kopnene vojske u Zagrebu, Mašinskom fakultetu u Mostaru i Mašinskom fakultetu u Skoplju.
U vremenu od aprila 1970. godine do novembra 1973. godine obavljao je dužnost prodekana za nastavu i naučnoistraživački rad Mašinskog fakulteta. U ovom periodu je izradio projekat razvoja Mašinskog fakulteta. Od 1975. do 1979. godine bio je dekan Fakulteta tehničkih nauka u Novom Sadu.
Na Institutu Mašinskog fakulteta je organizovao Odeljenje za industrijske sisteme, sada Institut za industrijske sisteme, kao osnovu za razvoj istraživačkog rada u području industrijskih proizvodnih sistema i kao bazu za saradnju sa privredom.
Pored osnovnog rada u nastavnom i istraživačkom procesu, bio je aktivan učesnik u više projekata iz okvira saradnje sa privredom, konsultant u fabrikama metaloprerađivačke industrije u Pokrajini u području postavljanja i upravljanja proizvodnim sistemima i istraživač i koordinator u projektu Strategija tehnološkog razvoja Jugoslavije i Vojvodine.
U periodu od 1987. do 1989. godine obavljao je dužnost rektora Univerziteta u Novom Sadu. Od 1987. do 1988. godine je bio predsednik Zajednice univerziteta Jugoslavije. Godine 1987. izabran je za dopisnog člana SANU. Od 2000. godine bio je redovni član i prvi predsednik JINA – Jugoslovenske inženjerske akademije u Beogradu
Zelenović je bio izabrani predstavnik SAP Vojvodine u kolektivnom Predsedništvu Socijalističke Federativne Republike Jugoslavije.
U skupštini je 15. januara 1991. godine izabran za predsednika prve Vlade Republike Srbije, na predlog Slobodana Miloševića, nakon pobede SPS-a na izborima u decembru 1990. godine. Profesor Zelenović je svoj plan obnove Srbije (najpre izgradnje puteva i pruga) izneo Skupštini. Usled neslaganja sa predsednikom države u pristupu razvoju i upravljanju ministarstvima, Dragutin Zelenović je 11. decembra 1991. godine podneo ostavku na mesto premijera Srbije i vratio se svojim dužnostima na Fakultetu tehničkih nauka Univerziteta u Novom Sadu.
Zelenović je objavio 26 stručnih knjiga i mnoštvo radova koji su citirani u zemlji i u inostranstvu.
Razvio je i držao nastavu iz predmeta: Projektovanje proizvodnih sistema, Upravljanje proizvodnim sistemima, Tehnologija organizacije industrijskih sistema, Efektivnost/pouzdanost sistema u mašinstvu i Inteligentno privređivanje.
Bio je redovni član: Međunarodne akademije humanitarnih i prirodnih nauka knezova Ščerbatovih u Moskvi, Međunarodne akademije nauka visokih škola u Moskvi, Međunarodne tehnološko-menadžerske akademije u Novom Sadu.
Od 2003. do 2015. godine radio je kao organizator Međunarodne poslediplomske škole u saradnji sa UBI - United Business Institutes (iz Brisela, Belgija)
Od 2006 je profesor emeritus, ECPD - Evropski centar za mir i razvoj u Beogradu.
Bio je član je radne grupe International Federation for Information Processing (IFIP), WG 5.7 za razvoj informacionih i upravljačkih sistema i član izdavačkog odbora časopisa: „Production Research”, London, „International Journal of Computer Integrated Manufacturing”, London i „Material Flow”, Amsterdam.

## Nagrade i priznanja
- Oktobarska nagrada grada Novog Sada[5]
- Medalja zasluga za narod sa srebrnim zracima[5]
- Orden rada[5]

## Projekti

### Upravljanje projektima izgradnje novih zgrada i trga
- Pravni fakultet
- Prirodno-matematički fakultet, Institut za hemiju
- Asistentski dom
- Studentski dom i restoran
- Biblioteka Građevinskog fakulteta u Subotici
- Studentski dom „Živojin Ćulum”
- Studentski dom B
- ITC - Istraživački i tehnološki centar
- Zelene površine na kampusu Univerziteta, glavni trg i spomenik Dositeju Obradoviću

### Upravljanje projektima rekonstrukcije postojećih zgrada
- Deo zgrade Tehnološkog fakulteta
- Tehnički fakultet "Mihajlo Pupin" u Zrenjaninu
- Učiteljski fakultet u Somboru
- Zgrada za privremeni smeštaj profesora po pozivu
- Učiteljska škola u Vršcu
- Zgrada za privremeni smeštaj Građevinskog fakulteta (TMD)

## Literatura
- Dragutin M. Zelenović, "Curriculum Vitae - Rad i rezultati", Novi Sad, jun 2017.

## Spoljašnje veze
- Biografija na sajtu SANU
- Preminuo dopisni član SANU Dragutin Zelenović (SANU)
- Preminuo prvi predsednik Vlade Srbije Dragutin Zelenović (B92, 27. april 2020)